# Raymond Saulnier
Raymond Victor Gabriel Jules Saulnier (✰ Paris, 27 de setembro de 1881;  ✝ Chécy, 9 de março de 1964) foi um engenheiro e pioneiro da aviação francês.
Depois de graduado como engenheiro pela Ecole Centrale ele foi seduzido pela aviação incipiente e iniciou uma colaboração com Louis Blériot. Foi ele quem desenhou o avião que executou em 25 de Julho de 1909, a primeira travessia do Canal da Mancha feita por uma aeronave mais pesada que o ar, o Blériot XI.
Ele foi editor de uma revista de aviação e escreveu o livro "Etude, centrage et classification des Aéroplanes", que se tornou um sucesso, fazendo dele uma autoridade no assunto.
Ele fundou a empresa Société des Aéroplanes Raymond Saulnier, e começou a testar seus produtos em voo, mas muito ocupado com os negócios, não conseguiu obter sua licença de piloto, e teve que encerrar as atividades por falta de fundos. Tentou uma sociedade com Gabriel Borel e Léon Morane no final de 1910, mas o negócio não prosperou.
Depois disso, em 10 de Outubro de 1911, com Robert e Léon Morane ele criou a Morane-Saulnier. O primeiro modelo criado na nova empresa, o Morane-Saulnier A foi bastante inspirado no Blériot XI.